# Oungoni
Oungoni är en ort i Komorerna.   Den ligger i distriktet Grande Comore, i den västra delen av landet, 21 km öster om huvudstaden Moroni. Oungoni ligger 269 meter över havet och antalet invånare är 765. Den ligger på ön Grande Comore.
Terrängen runt Oungoni är varierad. Havet är nära Oungoni österut. Runt Oungoni är det tätbefolkat, med 411 invånare per kvadratkilometer. Närmaste större samhälle är Foumbouni, 13,0 km söder om Oungoni. I omgivningarna runt Oungoni växer i huvudsak städsegrön lövskog.